# Economisti dello sviluppo
Lista di studiosi di economia dello sviluppo.
- Daron Acemoğlu, professore di economia al Massachusetts Institute of Technology, e vincitore del 2005 della Clark Medal.
- Pranab Bardhan, professore di economia alla University of California, Berkeley, autore di testi di economia e sviluppo economico, editore del Journal of Development Economics dal 1985 al 2003.
- Abhijit Banerjee, vincitore premio Nobel per l’Economia nel 2019, professore di economia al Massachusetts Institute of Technology.
- Kaushik Basu, professore di economia alla Cornell University e autore di Analytical Development Economics.
- Ha-Joon Chang, autore di Kicking Away the Ladder e Bad Samaritans; Rich Nations, Poor Policies and the Threat to the Developing World che criticano lo sviluppo economico neoliberista basandosi su fatti storici.
- Paul Collier, autore di The Bottom Billion che tenta di legare insieme una serie di trappole per spiegare la natura della povertà all'ultimo gradino dello sviluppo economico.
- Esther Duflo, vincitore premio Nobel per l’Economia nel 2019, professore di economia al Massachusetts Institute of Technology, vincitore del MacArthur Fellow del 2009, forte sostenitore degli esperimenti sul campo.
- William Easterly, autore di The Elusive Quest for Growth: Economists' Adventures and Misadventures in the Tropics e White Man's Burden: How the West's Efforts to Aid the Rest have done so much ill and so little good
- Celso Furtado, economista strutturalista.
- W. Arthur Lewis, con T. W. Schultz, vincitore del Premio Nobel nel 1979 in economia per il suo lavoro sullo sviluppo economico.
- Raúl Prebisch, Segretario Generale del Congresso delle Nazioni Unite sul Commercio e lo Sviluppo
- Lant Pritchett, professore alla Harvard University's Kennedy School of Government, ha ricoperto importanti posizioni in alcune ricerche di rilievo alla Banca Mondiale.
- Dani Rodrik, professore alla Harvard University's Kennedy School of Government, ha scritto molto sulla globalizzazione
- Walt Whitman Rostow, teorico della modernizzazione, autore di The Stages of Economic Growth: A Non-communist Manifesto
- Jeffrey Sachs, autore di The End of Poverty: Economic Possibilities of Our Time e Common Wealth: Economics for a Crowded Planet
- Amartya Sen, vincitore del Premio Nobel, autore di Development as Freedom
- Frances Stewart, presidente del Human Development and Capability Association.
- Joseph Stiglitz, vincitore del Premio Nobel e chief economist alla Banca Mondiale.